# 중성펜
중성펜은 볼펜과 달리 중성 잉크를 쓰는데, 젤리에 작은 원통 모양의 플라스틱을 사용하는 것은 현대의 필기 도구이다.